# اصول فیزیولوژی
اصول فیزیولوژی (به انگلیسی: Principles of Physiology) کتابی از رابرت برن و دیگران است.

## ترجمه فارسی
این کتاب با ترجمهٔ محمدرضا بیگدلی در سال ۱۳۸۳ منتشر و در مراسم کتاب سال جمهوری اسلامی ایران به‌عنوان کتاب برگزیده معرفی شد.